# Пітер Джордж
Пітер Браян Джордж (англ. Peter Bryan George; 24 березня 1924, Треорсі — 1 червня 1966, Гастінгс — британський письменник, найвідомішим твором якого є роман «Червона тривога», також знаний як «Дві години до загибелі», написаний під псевдонімом Пітер Браянт. 1964 року за мотивами книги Стенлі Кубрик зняв фільм «Доктор Стрейнджлав, або Як я перестав хвилюватись і полюбив бомбу» у жанрі чорної абсурдистської науково-фантастичної комедії. В тому ж році за мотивами роману вийшов політичний триллер «Система безпеки» Сідні Люмета в реалістичномішу форматі.

## Біографія
Пітер народився в Треорсі, Уельс. був ветераном британських ВВС. За часів Другої світової війни ледь не загинув в авіакатастрофі, після того був активістом Кампанії за ядерну зброю. Він знову приєднався до Королівських ВПС, служив в авіабазі Нітісхед і був диспетчером винищувачів, де часто писав під час чергування і використовував псевдонім. Він вийшов у відставку в 1961 році.
1 червня 1966 року в Гастингсі покінчив життя самогубством, вистрілив собі в рот.

## Діяльність
Його найвідоміший роман «Червона тривога» був написаний, коли він був офіцером Королівських військово-повітряних сил (звідси і первісне використання псевдоніма): Пітер Браянт — «Браян» походить від його другого імені). Заснована на особистому досвіді, «Червона тривога» стала джерелом натхнення для класичного фільму Стенлі Кубрика «Доктор Стрейнджлав або: Як я навчився перестати хвилюватися і полюбити бомбу». Інтерес до теми ядерної зброї, викликаний екранізацією роману Стенлі Крамера «На пляжі» у 1959 році, призвів до того, що права на екранізацію «Червоної тривоги» були продані того ж року, і лише передавалися, поки Стенлі Кубрик не купив їх у 1962 році, як повідомляється, всього за 3,500 доларів.
Інший роман-бестселер, що вийшов 1962 року, «Безвідмовна безпека», був настільки схожий на тему ядерної війни Джорджа, що і він, і Кубрик подали до суду за звинуваченням у порушенні авторських прав, врегулювавши справу в позасудовому порядку. За іронією долі, та сама кіностудія, Columbia Pictures, яка профінансувала і розповсюджувала «Стрейнджлав», придбала і «Безпечний», який був незалежним проєктом. Оскільки Кубрик наполягав на тому, щоб студія випустила його фільм першим у січні 1964 року, сприйнята спільність призвела до того, що «Безвідмовна безпека», яка вийшла на екрани в жовтні того ж року, мала погані касові збори, попри чудові відгуки за серйозніше зображення ядерної кризи, аніж відверто сатиричний підхід Кубрика.
Хоча Пітер Джордж отримав кредит на написання сценарію «Стрейнджлав» у співавторстві з Кубриком і Террі Саузером, неясно, наскільки він насправді брав участь у роботі над фільмом, і, як повідомляється, він був незадоволений комедійним елементом, який Кубрик застосував до матеріалу. Як співавтор, він розділив номінацію на «Оскар» за найкращий адаптований сценарій. Після виходу фільму він написав новелу «Доктор Стрейнджлав» і присвятив її Кубрику. Протягом багатьох років роман не видавався, але у 2015 році був перевиданий видавництвом Candy Jar Ltd і містить раніше неопубліковані матеріали, що стосуються ранньої кар'єри Стрейнджлава, з передмовою сина Джорджа, Девіда.